# Kristen Cloke
Kristen Ann Cloke (Van Nuys, Kalifornia, 1968. szeptember 2.–) amerikai színésznő.
Megjelent a Űrháború 2063 című televíziós-sorozatban, valamint több kisebb szerepet vállalt más sorozatokban. Ő alakította Mrs. Valerie Lewtont a Végső állomás, illetve Leigh Colvint a Fekete karácsony című horrorfilmekben.

## Magánélete
Cloke Van Nuysban (Kalifornia) született, és a Kaliforniai Állami Egyetemen végzett. Glen Morgan producer, író és rendező felesége, akivel négy közös gyermekük van.

## Filmográfia

### Film
| Év   | Magyar cím                         | Eredeti cím            | Szerep              | Magyar hang      |
| ---- | ---------------------------------- | ---------------------- | ------------------- | ---------------- |
| 1990 |                                    | Megaville              | Christine           |                  |
| 1991 | Fogd a nőt és fuss!                | The Marrying Man       | Kristen             |                  |
| 1991 | Lázadás a női börtönben            | Caged Fear             | Kristen             | Prókai Annamária |
| 1992 | Teledili                           | Stay Tuned             | Velma               |                  |
| 1997 | Ölni a múltért                     | The Rage               | Kelly McCord        | Zakariás Éva     |
| 2001 | Végső állomás                      | Final Destination      | Valerie Lewton      | Juhász Judit     |
| 2003 | Willard                            | Willard                | pszichiáter (cameo) |                  |
| 2006 | Fekete karácsony                   | Black Christmas        | Leigh Colvin        | Kiss Erika       |
| 2011 | Végső állomás 5. (archív felvétel) | Final Destination 5    | Valerie Lewton      | Juhász Judit     |
| 2011 |                                    | Magnificat (rövidfilm) | Lynn anyja          |                  |
| 2014 |                                    | Tips (rövidfilm)       | Nancy Graffin       |                  |
| 2017 | Lady Bird                          | Lady Bird              | Ms. Steffans        |                  |

### Televízió
| Év        | Magyar cím                 | Eredeti cím              | Szerep                      | Megjegyzések                                                                      |
| --------- | -------------------------- | ------------------------ | --------------------------- | --------------------------------------------------------------------------------- |
| 1990      |                            | Sydney                   | Suzanne                     | 1 epizód                                                                          |
| 1991      |                            | Going Places             | Krysten                     | 1 epizód                                                                          |
| 1992      | Drága testek               | Silk Stalkings           | Annie Overstreet            | vendégszereplő (3 epizód)                                                         |
| 1992      |                            | Dear John                | Annette                     | 1 epizód                                                                          |
| 1992      |                            | Doogie Howser, M.D.      | Suzanne Rodgers             | 1 epizód                                                                          |
| 1992      | Quantum Leap – Az időutazó | Quantum Leap             | Shirley Constantine         | 1 epizód                                                                          |
| 1993      | Cheers                     | Cheers                   | Shauna                      | 1 epizód                                                                          |
| 1993      | Az örömanya                | Mother of the Bride      | Francine                    | tévéfilm                                                                          |
| 1993      | Halálbiztos diagnózis      | Diagnosis Murder         | Josie Swanson               | vendégszereplő (2 epizód)                                                         |
| 1994      |                            | Winnetka Road            | MayBeth Serlin              | főszereplő (6 epizód)                                                             |
| 1994      |                            | A Part of the Family     | Gina                        | tévéfilm                                                                          |
| 1994      | Waikiki páros              | One West Waikiki         | Wendy Cochran               | 1 epizód                                                                          |
| 1994      | Megőrülök érted            | Mad About You            | eladó                       | 1 epizód                                                                          |
| 1994      | Gyilkos sorok              | Murder, She Wrote        | Emma Kemp                   | 1 epizód                                                                          |
| 1995      |                            | ABC Afterschool Specials | Amanda                      | 1 epizód                                                                          |
| 1995–1996 | Űrháború 2063              | Space: Above and Beyond  | Shane Vansen kapitány       | főszereplő (23 epizód)                                                            |
| 1996–2018 | X-akták                    | The X-Files              | Melissa Rydell Ephesian     | - 1 epizód (A mező, ahol meghaltam) - magyar hangja: - Nyírő Beáta - Spilák Klára |
| 1996–2018 | X-akták                    | The X-Files              | Wendy (hangja)              | - 1 epizód (Robotok lázadása) - társíró                                           |
| 1997–1998 | Millennium                 | Millennium               | Lara Means                  | főszereplő (10 epizód)                                                            |
| 1998      | Az igazságosztó            | Vengeance Unlimited      | Harrington / Tamara Simpson | 1 epizód                                                                          |
| 2000      | Másvilág                   | The Others               | Allison / Nő                | 2 epizód                                                                          |
| 2001      |                            | Felicity                 | Marisa Levin rabbi          | 1 epizód                                                                          |
| 2009      |                            | Men of a Certain Age     | Beth                        | 1 epizód                                                                          |
| 2011      | Hazug csajok társasága     | Pretty Little Liars      | Susan                       | 1 epizód                                                                          |
| 2014      |                            | Intruders                | nem szerepel                | forgatókönyvíró (2 epizód)                                                        |
| 2017      | Babonák                    | Lore                     | Dr. Marjorie Freeman        | 1 epizód                                                                          |